# エコリカ
株式会社エコリカ（英: ecorica Inc.）は、大阪府大阪市中央区鎗屋町に本社を置く、インクカートリッジのリサイクル、LED電球の製造販売等をおこなう企業である。

## 会社概要
2003年（平成15年）に設立された。リサイクルインクおよびリサイクルトナーの販売分野で高いシェアを持つ。またLED電球の開発等も行っている。

## リサイクルインクカートリッジ
使用済みの純正品インクカートリッジをエコリカ回収BOXと言う販売店舗等に設置した自社の回収箱で回収し、クリーニングを行った後に互換インクを充填した物を販売している。このリサイクルインクカートリッジは「グリーン購入法適合商品」となっている。
対応メーカー（2017年4月現在）はキヤノン、セイコーエプソン、日本HP（旧ヒューレット・パッカード）、ブラザー工業、リコーの5社である。この互換リサイクルカートリッジのうち、バリューシリーズ（エプソンIC50シリーズ、日本HPの一部の対応の互換品。ただし終売済み）と、2023年2月現在発売中のキャノン製互換の一部ではICチップが暗号化され完全にリセットされていないためインク残量の表示ができない商品がある。
リサイクルインクカートリッジは全てメーカーの純正品そのものにインクを再充填する形で再利用している。このインクは他社のリサイクルを含む互換インクのような色ムラなどが発生しないよう、純正品に近い成分を調合するようにしており、純正品との混成での使用も可能とうたっている。このことから、2019年の1年間における日本のパソコンプリンター用インクのシェアでは、互換品だけでは70.6%でトップ、純正品を含めてもキヤノン、セイコーエプソン、ブラザー工業に次ぐ4番目のシェアを誇っている。
このことから、数多くの環境やSDGsに関連した表彰を受けており、2019年「第20回グリーン購入大賞」中小企業部門大賞をはじめ、2010年「第1回エコマークアワード2010」銀賞、2009年「第18回地球環境大賞」フジサンケイ ビジネスアイ賞を受賞した実績を持っている。
その反面、当然ながらエコリカは対応メーカーのライセンスは受けておらず、インクカートリッジを無断で再生して販売しているという立場であるが、2020年10月、キヤノン製のカートリッジのICチップの仕様が変更され、インクを充填しリセッターをかけたものであっても「残量なし」と表示され、事実上使用できないようにしたとして、キヤノンを相手取り、独占禁止法違反行為差止等請求訴訟を起こした。

## LED照明
LED照明は2009年（平成21年）5月に出荷開始された。電球型、蛍光灯型、埋め込み式ダウンライト型の3種類がある。

## 広報活動
2011年（平成23年）10月よりテレビ・ラジオコマーシャル・新聞広告を展開し、徳光和夫と二階堂ふみをキャラクターに起用した。また、徳光が彼の甥でタレントのミッツ・マングローブ（本名・徳光修平）との共演のほか、脇役としては同系列のお笑いコンビ・バイきんぐのCM出演も果たしている。
2021年（令和3年）度からは女優・足立梨花がイメージキャラクターとなっている。
また、CMソングとして「エコリカちゃんと呼ばれたい」（作詞：福里真一、作曲：キダ・タロー、歌：きんた・ミーノ、塩乃華織）が、2016年9月から放送されており、大阪ではFM802、東京ではニッポン放送にて、同社のCMが放送されている。

## 関連会社
- 株式会社エム・エス・シー
- 株式会社スリーイーコーポレーション
- 株式会社プレジール
- 株式会社エヌテックス